# Seks grupowy

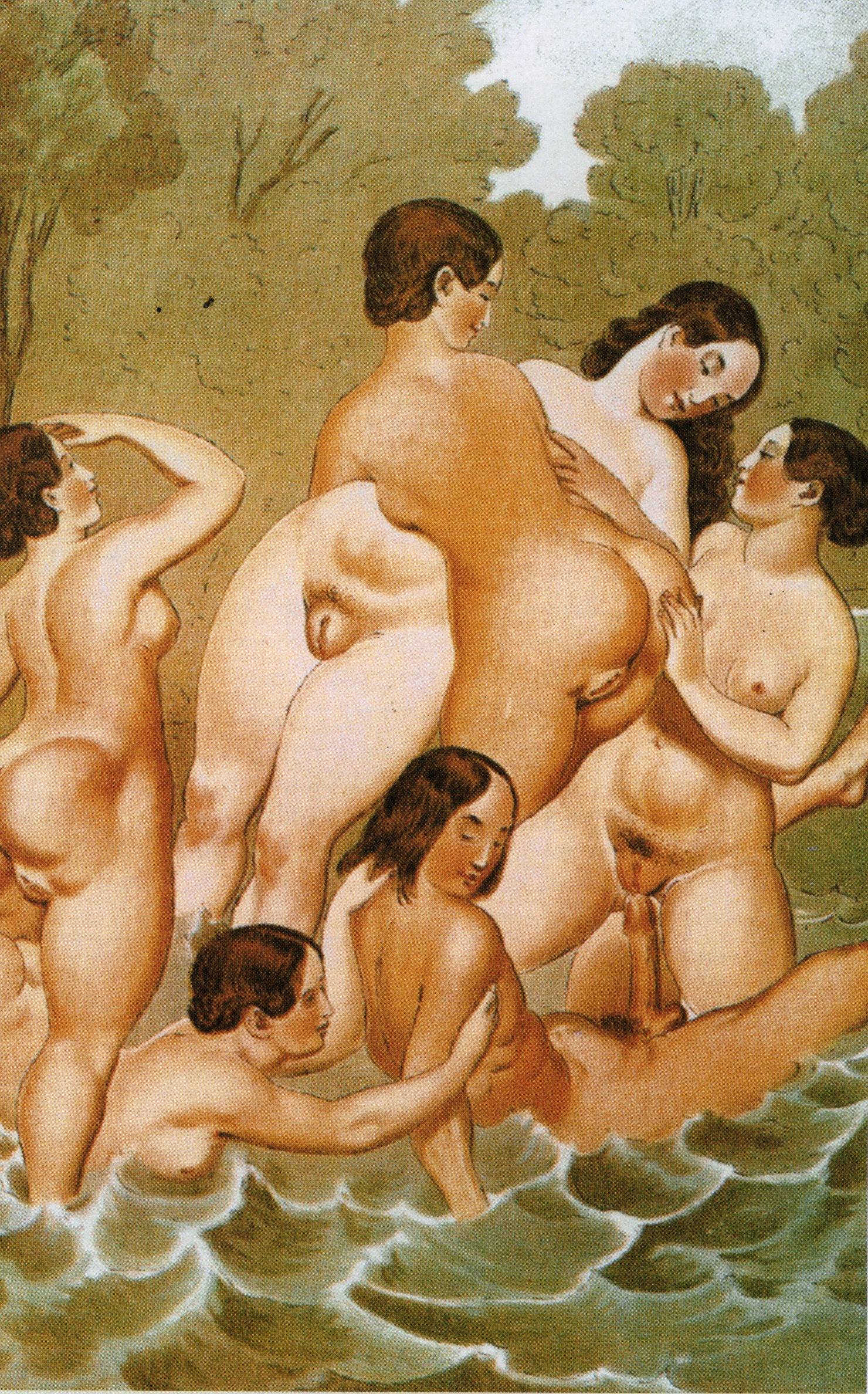
Peter Fendi, 1835

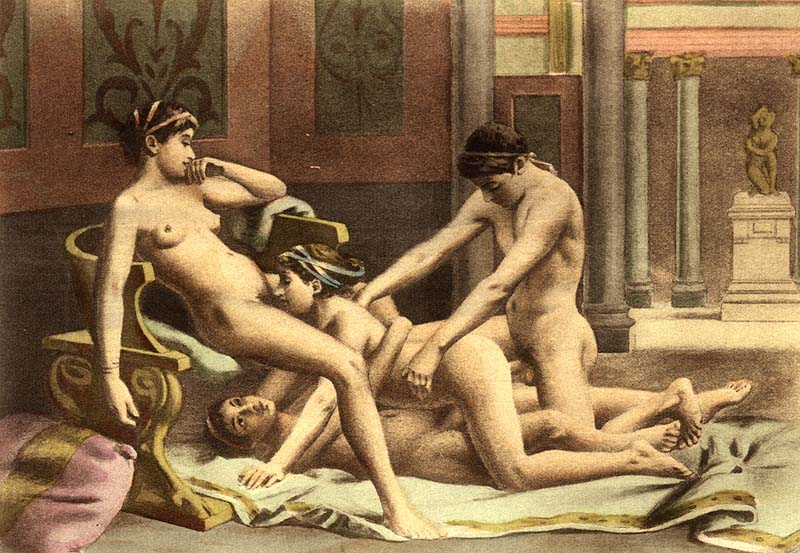
Seks grupowy na obrazie Paula Avrila

Seks grupowy – zachowania seksualne, w których biorą udział więcej niż dwie osoby.

## Historia

### Cywilizacje starożytne
W treści tej sekcji od 2013-12 występują prawdopodobnie wyrażenia zwodnicze, co nie jest zgodne z zasadami przyjętymi w Wikipedii.
Dokładniejsze informacje o tym, co należy poprawić, być może znajdują się w dyskusji tej sekcji.
 Po wyeliminowaniu niedoskonałości należy usunąć szablon {{Dopracować}} z tej sekcji.
Seks grupowy był w większości cywilizacji starożytnych Bliskiego Wschodu uważany za zjawisko antyrodzinne, wskazuje na to prawo stanowione, które zdecydowanie broniło instytucji monogamicznego małżeństwa. Np. w Babilonii Kodeks Hammurabiego (ok. 1700 p.n.e.) dozwalał pojąć drugą żonę jedynie w przypadku niepłodności, i tylko jedną konkubinę (chyba że była niepłodna), która nie miała praw równych żonie. Podobnie było w Izraelu. Zwyczaje te później się rozluźniły jak świadczy o tym Zbiór praw asyryjskich, pod koniec II w. p.n.e.
Mimo dyscypliny prawnej, obywatele społeczeństw przedchrześcijańskich w życiu prywatnym mieli tendencje do ubóstwiania seksu, co prowadziło także do takich form jak seks grupowy. Było to jednak zawsze poza oficjalnym życiem publicznym. W starożytnej Grecji broniono monogamicznej instytucji małżeńskiej do tego stopnia, że nie tylko prostytutki, ale i hetery, będące swego rodzaju konkubinami, nie miały praw obywatelskich.

### Sekty gnostyckie i panteistyczne
Według ich oponentów, sekty gnostyckie na przełomie II/III w. w Egipcie uznawały seks grupowy za stworzony przez Boga, tak nauczał Karpokrates i jego syn i uczeń Epifanes z Aleksandrii. Wedle Klemensa Aleksandryjskiego, głosił naukę promującą wśród mężczyzn wspólne posiadanie kobiet. 
Nazywano ich czasem adamitami.

## Formy występowania
Seks grupowy bywa heteroseksualny, biseksualny lub homoseksualny. Osoby włączające się weń, czynią to poprzez obserwację lub czynny udział. Seks, w którym jedna osoba, niezależnie od płci, odbywa stosunki płciowe kolejno z co najmniej trzema partnerami, nazywa się gangbangiem.
Zasady ochrony przed zarażeniem są takie same dla seksu grupowego, jak dla innych zachowań seksualnych. Osoby biorące udział w seksie grupowym mogły mieć większą liczbę partnerów seksualnych w przeszłości, rośnie więc ryzyko zarażenia chorobami przenoszonymi drogą płciową.